# Appétit

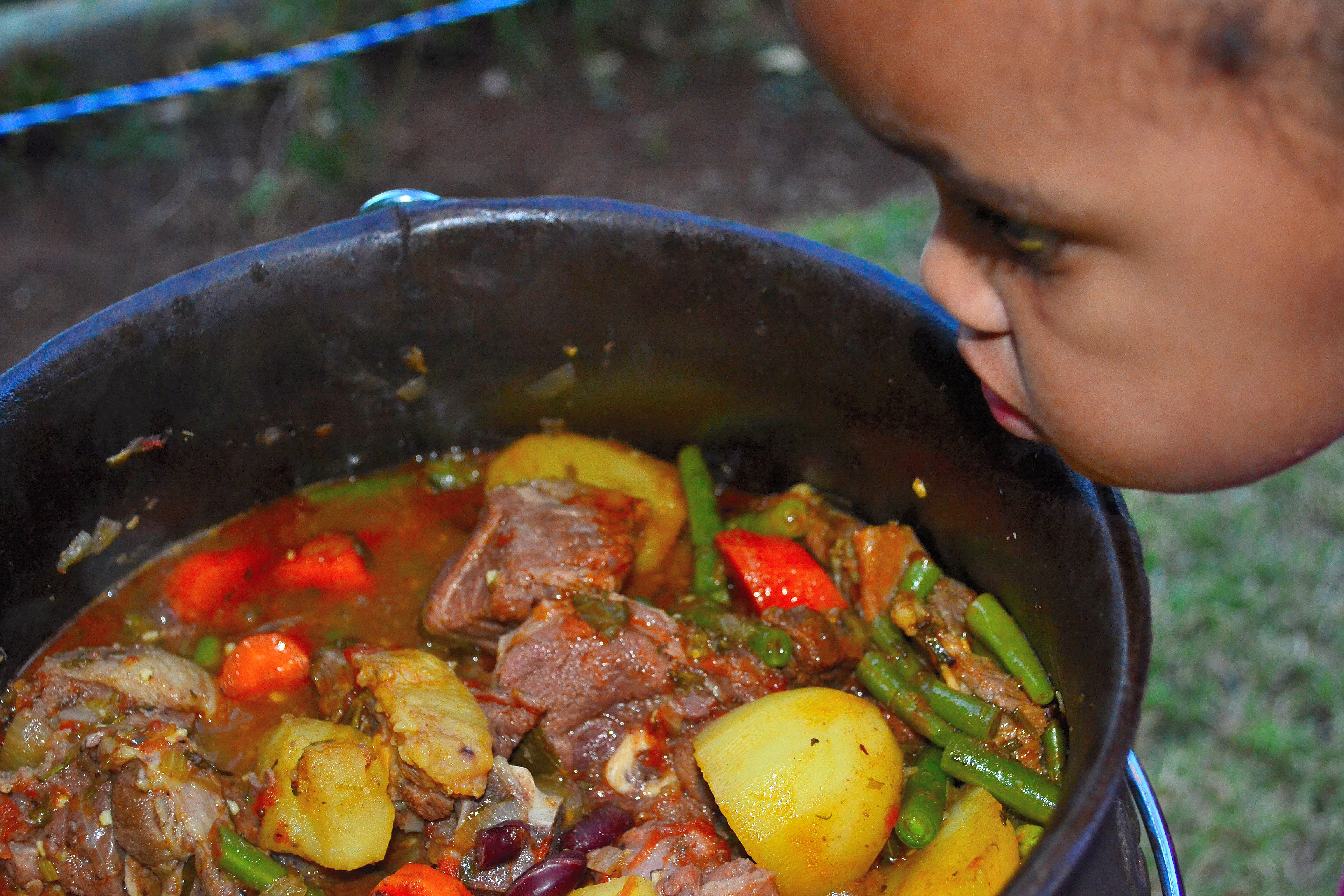
Enfant nigérian se penchant au-dessus d'un plat avec appétit.

L'appétit est le désir de manger. L'appétit existe dans les formes de vie les plus évoluées pour réguler la quantité d'énergie à apporter pour les besoins du métabolisme.
L’absence d'appétit, est un symptôme commun à de très nombreuses maladies. Dans le cas particulier de l'anorexie mentale ou anorexie nerveuse, le sujet atteint ne perd pas l’appétit, mais lutte contre la faim. Quand le sujet atteint a rejeté les signaux de son corps relatif à la faim (mentale et physique) pendant trop longtemps, celui-ci peut avoir du mal à les reconnaître, et dans ce cas, la santé mentale et physique de l'individu est en danger. L'anorexie mentale fait partie du groupe des troubles du comportement alimentaire (anorexie, boulimie, orthorexie, etc.), cette maladie mentale meurtrière n'est pas à prendre à la légère, et il est conseillé de consulter un professionnel de la santé afin de pouvoir sereinement guérir de cette maladie. Il est important de noter qu'un accompagnement pluridisciplinaire est fortement conseillé afin de restaurer l'appétit lorsqu'il est effacé par les troubles du comportement alimentaire.
Certaines substances, dites « anorexigènes », ont la propriété de diminuer l'appétit. D'autres substances, dites « orexigènes », le stimulent (voir Orexine). Les mécanismes du contrôle de l’appétit ont l'impression de bien contrecarrer la sous-consommation.[pas clair] Et pourtant, ils donnent aussi l’impression de ne pas pouvoir contrôler la surconsommation.
Chez l'Homme, la notion d'appétit est fortement associée au visuel (disposition des aliments sur l'assiette, cadre, contexte…) en plus de l'olfactif.[réf. souhaitée]
À partir d’une certaine durée de privation de nourriture, l'appétit est remplacé par la faim[réf. souhaitée], une sensation plus désagréable.

## Génétique
Un appétit anormal peut avoir une cause génétique. Dans les années 1950, la découverte du syndrome de Prader-Willi, un type d'obésité, révèle un lien avec un locus génétique. En outre, l'anorexie mentale et la boulimie sont plus fréquentes chez les femmes que chez les hommes, ce qui suggère la possibilité d'un lien avec le chromosome X.

## Implication en pathologie
Des maladies à composante neuropsychologique, telles que l'obésité, peuvent impliquer un appétit excessif : de la leptine et de la ghréline sont libérées, respectivement, par l'estomac et par le pancréas, dans le flux sanguin sous la régulation de l'hypothalamus. La ghréline stimule la sensation de faim, alors que la leptine provoque un sentiment de satisfaction par la nourriture, de satiété. Toute variation du niveau de production ou de la concentration normale d’une de ces deux hormones conduit à l'obésité. Par exemple, la leptine est produite par les cellules adipeuses, qui sont dispersées à travers le corps. En cas de surpoids, le risque d'avoir un grand nombre de cellules adipeuses est plus élevé. Ces cellules adipeuses produisent une quantité accrue de leptine. Or, un taux de leptine élevé inhibe l'envoi par l'hypothalamus des messages indiquant à l'organisme qu'il a atteint la satiété, de sorte que celui-ci aura un plus grand appétit. Les personnes présentant une telle production élevée de leptine ont donc un risque élevé de devenir obèses, car elles ne ressentent pas le signal qui indique normalement qu'il faut arrêter de manger.